# 七条新地

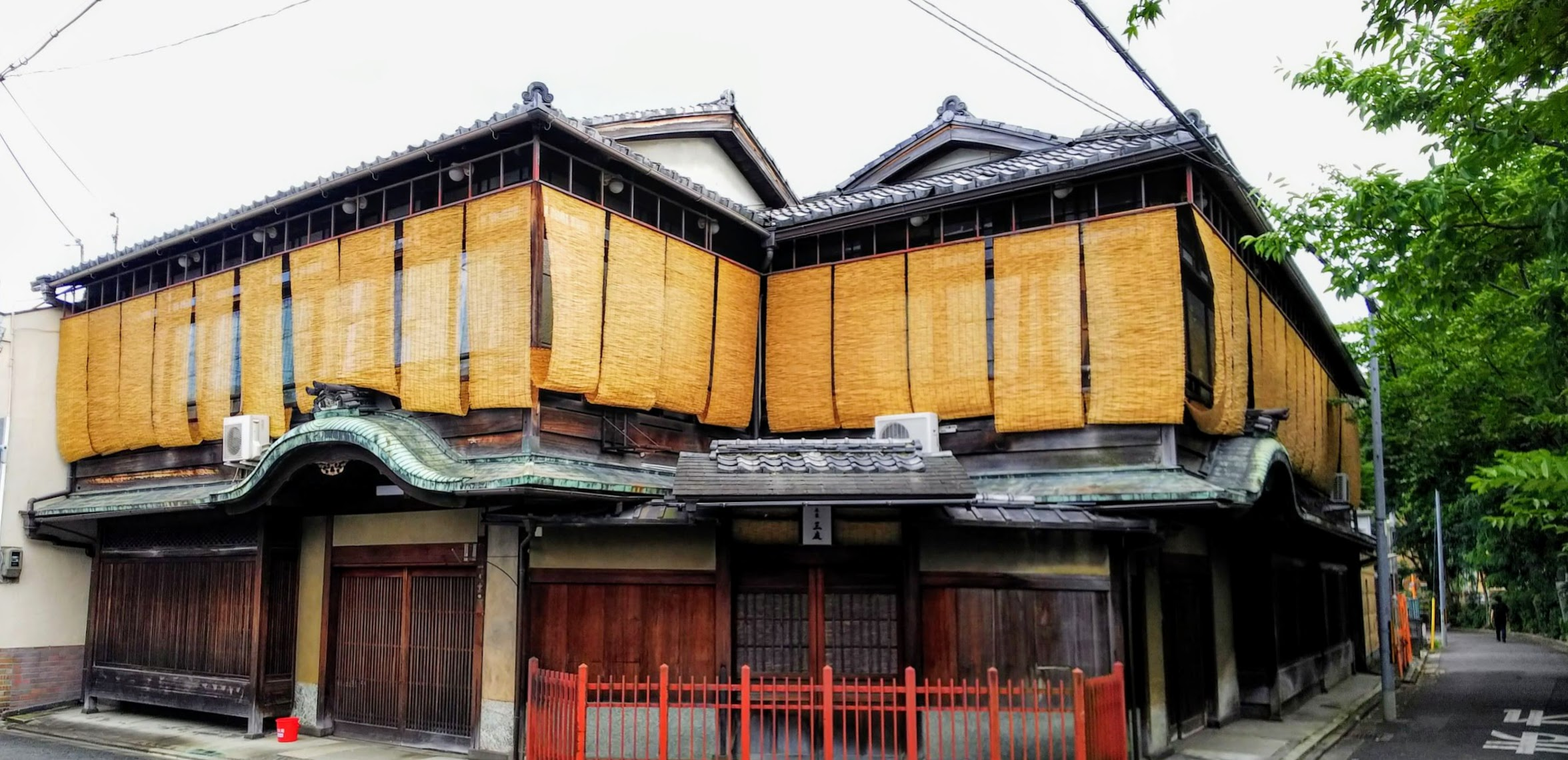
七条新地

七条新地（しちじょうしんち）はかつて、京都市下京区に存在した遊廓であり、1958年以降は『五条楽園』（ごじょうらくえん）と名称を変えて2011年まで営業していた。

## 歴史

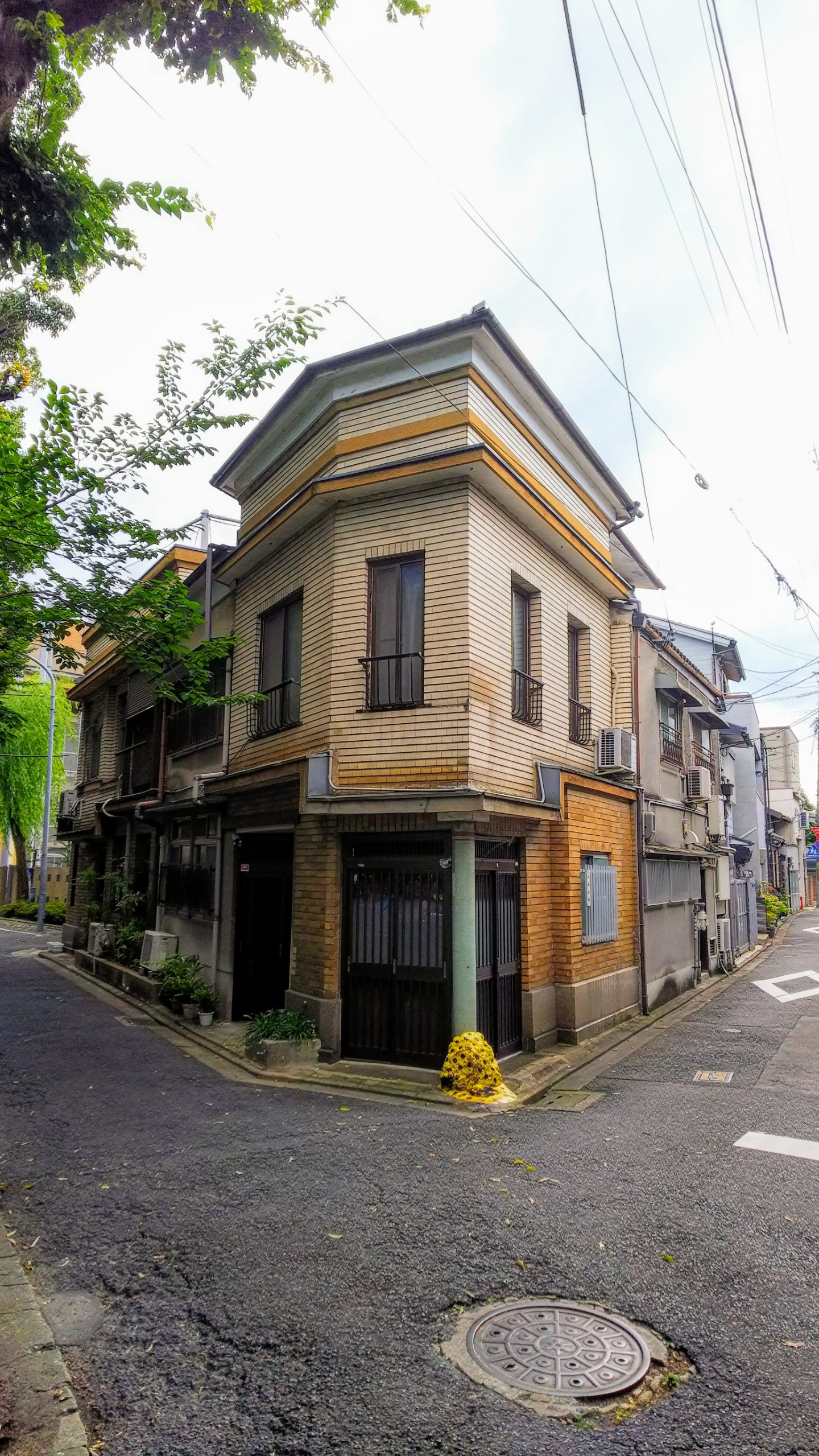
七条新地（五条楽園）旧お茶屋

江戸時代中期、河原の畑地を開墾して煮売り茶屋を開いたことから遊廓の始まりだといわれ、江戸後期、明治期には京都で最大な遊廓として繁栄した。明治初期から娼妓中心の歓楽街となり、大正時代には三階建ての妓楼が立ち並ぶまでとなる。大正初期には遊客数において祇園を大きく上回ったが、京都全体の花街の客単価で比較すると、祇園が常に最高値であり、七条新地が最低値を示していた。娼妓が大多数を占め、芸妓が少数いたが昭和初期には既に消滅している。
1935年（昭和10年）6月29日に発生した鴨川大洪水では、付近一帯の歓楽街とともに階下が浸水する被害を受けた。
第二次世界大戦後は赤線に移行し、昭和33年(1958年)の売春防止法施行により遊廓としての幕を閉じ、それ以後は『五条楽園』という芸妓一本の花街として2011年まで営業した。（一部に旧来のサービスも残っていた。）